# Tiếng Hmông
Tiếng Hmông hay Mông là ngôn ngữ của người Hmông hay người Miêu, một dân tộc có vùng cư trú truyền thống là nam Trung Quốc, miền bắc Việt Nam, Lào và Thái Lan.
Tổng số người nói ngôn ngữ này trên toàn thế giới ước tính khoảng 10-12 triệu người. Tại Trung Quốc dân số người Miêu cỡ 9 triệu, sống tại các vùng Tứ Xuyên, Vân Nam, Quý Châu, Quảng Tây. Tại Hoa Kỳ có khoảng 200.000 người Mỹ gốc H’mông.
Tiếng Hmông gồm có những phương ngữ có thể hiểu lẫn nhau của nhóm ngôn ngữ Tây H’mông trong ngữ hệ Hmông-Miền (Miêu-Dao).
Chữ viết Hmông truyền thuyết được coi là đã mất do sự xâm lược của người Hoa Hạ. Sang thế kỷ 20 có nhiều nỗ lực tạo ra bộ chữ để ghi tiếng Hmông.

## Khái niệm
Bên ngoài Trung Quốc, khái niệm "tiếng H’mông" có thể dùng để chỉ phương ngữ Xuyên–Kiềm–Điền. Tất cả các người H’mông ngoài Trung Quốc (trừ một số tại Việt Nam) đều nói phương ngữ này. Tuy thế, các phương ngữ khác nhau của tiếng H’mông không phải đều hiểu lẫn nhau và có thể coi là các ngôn ngữ riêng.
Từ những năm 1950, một dạng tiêu chuẩn hóa tiếng Miêu dựa trên cơ sở phó phương ngữ Xuyên–Kiềm–Điền tại Đại Nam Sơn đã được thống nhất. Và tất cả các phó-phó-phó phương ngữ của tiếng H’mông ngày nay tại Trung Quốc có thể hiểu lẫn nhau.

## Âm vị
Tiếng Hmông gồm có 8 thanh điệu, nhiều hơn tiếng Việt 2 thanh điệu,
Gồm: g, s, v, j, b, d, m và thanh ngang (Chữ Hmông Việt: l, s, r, x, z, k, v, ngang).